# Моравска бановина
Моравска бановина е административно-териториална единица в рамките на Кралство Югославия. Като такава просъществува от 1929 до 1941 г., т.е. до нападението на силите на Оста на 6 април 1941 година, последвано от първото разпадане на Югославия. Административен център на бановината е град Ниш.

## Име
Наименованието ѝ е дадено по името на река Морава.

## Обхват
Бановината включва източната част на територията от днешна Централна Сърбия. В голямата си част тя се припокрива с обхвата на Моравската област, влязла в състава на България по време на Първата световна война, като горното Поморавие (поречието на Българска Морава с Враня, Лесковац и част от западните покрайнини - Босилеградско и Трънско) е придадено към Вардарска бановина, Пожарево е отнесено в Дунавска бановина, а към Моравско е включено Кралево с околността. В бановината попада другата част от Западните покрайнини (Царибродско и Кулско), както и малка територия от днешно североизточно Косово.

## История
Бановината е създадена с ново административно-териториално деление в новонаименованата държава Югославия през 1929 г. Утвърдена е по силата на първата югославската конституция от 1931 г., заменила Видовденската конституция от 1921 г.